# Charaxes blachieri
Charaxes blachieri är en fjärilsart som beskrevs av Charles Oberthür 1912. Charaxes blachieri ingår i släktet Charaxes och familjen praktfjärilar. Inga underarter finns listade i Catalogue of Life.